# 十六羰基六铑
十六羰基六铑是一种金属羰基簇合物，化学式为Rh6(CO)16。棕紫色晶体，微溶于二氯甲烷和三氯甲烷。

## 制备
十六羰基六铑最初在1943年由Walter Hieber通过三水合三氯化铑的羰基化反应制得，但当时他认为该化合物是Rh4(CO)11。
后来，基于原始研究，通过对三氯化铑和五羰基铁的混合物的羰基化反应，以较高产率制得了Rh6(CO)16。其它方法是以乙酸亚铑或二羰基氯化铑二聚体为原料进行制备。合成的反应方程式如下：
3 Rh2(O2CCH3)4 + 22 CO + 6 H2O → Rh6(CO)16 + 6 CO2 + 12 CH3CO2H
3 Rh2Cl2(CO)4 + 4 CO + 6 Cu → Rh6(CO)16 + 6 CuCl